# Alle, psallite cum luya
Alle, psallite cum luya est un motet anonyme à trois voix en latin du début du XIIIe siècle. Il fait partie des morceaux musicaux contenus dans le Codex Montpellier,. Les paroles sont basées sur le mot Alleluia, qui est répété tout au long de la pièce par la voix de ténor, tandis que les de duplum et de triplum chantent des lignes mélodiques de plus en plus longues, insérant des tropes de plus en plus longues entre alle et luya, comme ceci :
  Alle psallite cum luya

  Alle concrepando psallite cum luya

  Alle corde voto Deo toto, psallite cum luya

  Alleluya
Le texte tropé consiste en une série d'affirmations enthousiastes, donnant à la pièce un ton festif.